# Manlio Grandi
Manlio Grandi (Bologna, 1º luglio 1930 – Modena, 28 ottobre 2002) è stato un calciatore italiano, di ruolo portiere.

## Carriera
Giocò tre stagioni in Serie A con la Fiorentina ed altre tre in Serie B con il Modena.